# Mecsér, Győr-Moson-Sopron
Mecsér  este un sat în districtul Mosonmagyaróvár, județul Győr-Moson-Sopron, Ungaria, având o populație de 598 de locuitori (2011). 

## Demografie
Componența etnică a satului Mecsér
     Maghiari (98,53%)
     Necunoscut (0,74%)
     Germani (0,74%)
     Alții (0,74%)
Componența confesională a satului Mecsér
     Romano-catolici (74,08%)
     Fără religie (5,52%)
     Luterani (1,51%)
     Necunoscută (18,39%)
     Atei (0,5%)
Conform recensământului din 2011, satul Mecsér avea 598 de locuitori. Din punct de vedere etnic, majoritatea locuitorilor (98,53%) erau maghiari. Apartenența etnică nu este cunoscută în cazul a 0,74% din locuitori.  Din punct de vedere confesional, majoritatea locuitorilor (74,08%) erau romano-catolici, existând și minorități de persoane fără religie (5,52%) și luterani (1,51%). Pentru 18,39% din locuitori nu este cunoscută apartenența confesională.